# 波巴·费特
波巴·費特（英語：Boba Fett）是一名為乔治·卢卡斯导演的著名科幻电影《星球大战》中的中立角色。在正傳三部曲中僅有四句台詞，一共出現六分三十二秒，卻意外地成為人氣角色。T字面罩造型是星際大戰前所未有，風格靈感來自中古世紀劍與魔法的時代。
角色服裝原先為全白色，預計製成一百件做為一隊升級版的帝國風暴兵，試裝時導演喬治魯卡斯建議加上披風，於是從車庫拿出一條毛巾。由於預算關係無法製作成一整隊，於是把僅有的一套上色做成賞金獵人。

## 生平

### 正傳三部曲
波巴·費特首次登場於1978年9月20日的聖安塞爾莫鄉村集市遊行。角色登場後的兩個月，在電視節目《星球大戰：假日特輯》中透露，費特是一位為達斯·維達工作的賞金獵人。
在《星際大戰五部曲：帝國大反擊》中，他受帝國和賈霸雇用捉拿路克·天行者（主要目標是韓蘇洛）等人，並跟蹤千年隼號至貝斯平。在韓遭維達碳化後帶著他離開，打算交給賈霸。
在《星際大戰六部曲：絕地大反攻》中，費特於賈霸的宮殿中活動。當打算逃走的路克、韓、莉亞公主等人被捕捉後乘著風帆遊艇至巨蟲沙拉克坑中時，費特介入了混亂中阻止反抗的路克，但途中遭韓蘇洛誤觸自己的火箭包而掉入沙拉克的口中，之后沙拉克還很爽地打了個飽嗝。

### 帝國大反擊小說版
帝國大反擊原作小說版對波巴·費特的背景描述得更為詳細。波巴·費特是宇宙第一凶狠的賞金獵人，有「絕地殺手」的外號。波巴肩上的麻繩就是絕地武士的髮辮。

### 前傳三部曲
费特出生于卡密诺。与其他以强格·费特为母体的克隆人不同的，他是强格·费特兩个未经改造的克隆人之一，并将强格·费特认作他的父亲。他一直跟随着强格·费特，直到在基欧诺西斯战役中，强格·费特被温杜大师斩首。这也造成了他对绝地武士的仇恨（主要是温杜大师）。

### 複製人之戰
複製人之戰動畫劇集中，提及到波巴在養父被殺後，為了報仇而把自己訓練成為一個賞金獵人，在一次暗殺行動中，波巴差點把魅使·雲度和安納金天行者置於死地，但最後因為R2D2回到絕地聖殿求救而失敗，在這段歲月裡，波巴一直把強格·費特的頭盔帶在身邊，提醒自己一定要殺死魅使·雲度，在之後的生活中，因為曾被同伴出賣，也曾與絕地交手，漸漸成為一個比母體強格·費特更強的賞金獵人。

### 曼達洛人
波巴·費特於電視劇《曼達洛人》中重新出現，表示他並沒有死於沙拉克的口中。他於《第九章：執法官》的片尾客串出場，在遠處目睹了曼達洛人丁·賈林率領眾人殺死克雷特龍的行動。《第十四章：悲剧》中再次出現，和芬尼克·尚德一同同曼達洛人对峙，要求他交出之前获得的波巴的旧盔甲。随后同曼达洛人达成协议幫助他击退來犯的帝國風暴兵和保護古古，但古古仍然被黑暗暴风兵抓走。後和曼達洛人一同策畫救出古古的計畫。
任務完成後，波巴·費特與芬尼克·尚德來到塔圖因星上赫特人賈霸的行宮，殺死了比布·福爾圖那並搶占賈霸的遺產。

### 波巴·費特之書
為該作的主角，在電視劇《波巴·費特之書》中描述到，自從波巴·費特從沙拉克的口中掙脫後，遭到了爪哇族竊走了盔甲，同時遭塔斯肯襲擊者救活並擄走。

## 另見
- 奴隸I號（Slave I）
- 波巴·費特之書